# Варваровка (Чистоозёрный район)
Варваровка — село в Чистоозёрном районе Новосибирской области. Административный центр Варваровского сельсовета.

## География
Площадь села — 223 гектаров.

## Население
| 2002 | 2007 | 2010 | 2012 | 2013 | 2014 | 2015 |
| ---- | ---- | ---- | ---- | ---- | ---- | ---- |
| 644  | ↘626 | ↘534 | ↘525 | ↘515 | ↘509 | ↘507 |
| 2016 | 2017 | 2018 | 2019 | 2020 | 2021 |      |
| ↘490 | ↗496 | ↘489 | ↘481 | ↘468 | ↘460 |      |

## Инфраструктура
В селе по данным на 2007 год функционируют 1 учреждение здравоохранения и 2 учреждения образования.